# Законодавчі збори Делі
Законодавчі збори Делі (англ. Legislative Assembly of Delhi) — Відхан Сабха (законодавчі збори) Національної столичної території Делі, що мають вигляд однопалатного парламенту, який виконує частину законодавчих повноважень в межах території (решту повноважень має Парламент Індії). Законодавчі збори розташовані в Нью-Делі та мають 70 членів.
Лідером палати є головний міністр Делі (у 2009 році Шейла Дікшіт), також певні керівничі функції мають спікер законодавчих зборів (у 2009 році Йогананд Шастрі) та лейтенант-губернатор Делі (у 2009 році Теджендра Ханна).
Законодавчі збори Делі були вперше скликані 17 березня 1952 року, але скасовані 1 жовтня 1956 року. У 1966 році їх змінила Міська рада з 56 вибірними і 5 призначеними членами, однак рада була лише консультативним органом і не мала законодавчих повноважень. Збоори були відновлені у 1991 році за 69-тою поправкою до конституції. Законодавчі збори скликаються терміном на 5 років, у 2008 році були обрані збори третього скликання.